# Kungariket Kroatien (medeltiden)
Kungariket Kroatien eller kroatiska kungariket (kroatiska: Kraljevina Hrvatska eller Hrvatsko Kraljevstvo, latin: Regnum Croatiae eller Regnum Croatorum) var ett medeltida konungadöme som täckte merparten av det som idag utgör Kroatien och Bosnien-Hercegovina på Balkanhalvön. Kungariket ägde bestånd mellan 925 och 1102 och kom därefter att uppgå som en enhet av den habsburgska monarkin.

## Historia
Kungariket etablerades 925 av kung Tomislav I, som förenade de två kroatiska furstendömena Dalmatien och Pannonien, och existerade som en suverän stat under 150 år. Landet präglades av konflikter till grannländerna Venedig, Bulgarien och Ungern men även tidsvis av maktkampen mellan påven i Rom och kejsaren av Bysans, som båda önskade kontroll över området. I början av 900-talet försökte den kroatiske biskopen Grgur av Nin få erkännande av kurian i Rom att använda det redan etablerade slaviska språket inom liturgin.
Efter en tidsperiod av tronföljdsstrider, till följd av Trpimirović-ättens frånfälle, förlorade riket dess fullständiga självständighet 1102 då personalunionen med kungariket Ungern upprättades. Efter parlamentet i Cetin 1527 kom kungariket Kroatien att inlemmas i habsburgska monarkin och existerade därefter de jure fram till 1918, då Österrike-Ungern upplöstes och Kroatien anslöt sig till Serbernas, kroaternas och slovenernas kungarike.